# You Pick Me Up
You Pick Me Up is een nummer van de Australische zanger Pete Murray uit 2008. Het is de eerste single van zijn vierde studioalbum Summer at Eureka.
Het nummer kent een iets meer uptempo geluid dan eerdere nummers van Murray. "You Pick Me Up" bereikte een bescheiden 36e positie in Murray's thuisland Australië. Buiten Australië werd het nummer geen hit, wel bereikte het in Nederland een 11e positie in de Tipparade geniet het daar nog steeds bekendheid.